# Флорида (Парана)
Флорида (порт. Flórida) — муниципалитет в Бразилии, входит в штат Парана. Составная часть мезорегиона Северо-центральная часть штата Парана. Входит в экономико-статистический микрорегион Асторга. Население составляет 2684 человека на 2006 год. Занимает площадь 83,046 км². Плотность населения — 32,3 чел./км².
Праздник города — 25 июля. 

## История
Город основан в 1960 году.

## Статистика
- Валовой внутренний продукт на 2003 год составляет 17 296 834,00 реалов (данные: Бразильский институт географии и статистики).
- Валовой внутренний продукт на душу населения на 2003 год составляет 6732,91 реалов (данные: Бразильский институт географии и статистики).
- Индекс развития человеческого потенциала на 2000 год составляет 0,775 (данные: Программа развития ООН).

## География
Климат местности: субтропический. В соответствии с классификацией Кёппена, климат относится к категории Cfa.